# Оберлін Сміт
Оберлін Сміт (22 березня 1840 — 19 липня 1926) — американський інженер, який опублікував 1888 року одну з перших робіт про магнітний запис.

## Біографія
Він народився 22 березня 1840 року в Цинциннаті, штат Огайо, в родині Джорджа Р. і Саломеї (Кемп) Сміт.
Він відкрив невелику машинну майстерню в Бріджтоні, Нью-Джерсі, де прожив більшу частину свого життя. Надалі його машинна майстерня стала відомою як Ferracute Machine Company в 1877 році. За весь час існування компанії він був президентом і головним інженером.
Помер 19 липня 1926 року в Нью-Джерсі.

## Магнітний запис
8 вересня 1888 року Сміт опублікував коротку замітку під назвою «Деякі можливі форми фонографа» в британському журналі Electrical World, де він запропонував (ймовірно, вперше) використовувати постійні магнітні записи звуку. Сміт запропонував використовувати бавовняну або шовкову нитку, до якої можна було підвішувати сталевий пил або короткі обрізки тонкого дроту. Ці частинки повинні були намагнічуватися відповідно до змінного струму від мікрофонного джерела. Сміт також обговорював можливість використання жорсткого металевого дроту або ланцюга, але віддав перевагу нитці.
Сміт створив машину для впровадження сталевого пилу в нитку. Оскільки реалізація його ідей вимагала тисячі годин роботи, він публікував свої теорії, але ніхто не намагався їх реалізувати. Багато ідей Сміта були незалежно відтворені данським фізиком Вальдемаром Поульсеном, коли він розробив перший справжній магнітний запис.